# ペリンオウギハクジラ
ペリンオウギハクジラ（ペリン扇歯鯨、Mesoplodon perrini）はハクジラ亜目アカボウクジラ科オウギハクジラ属に属するクジラである。

## 名称
種小名の「perrini」はアメリカ合衆国の海棲哺乳類学者であるウィリアム・F・ペリン（英語版）に由来する。
和名もこれに準じている。

## 分類
2002年に新種として報告されており、オウギハクジラ類としては比較的新しく発見された種の一つである。
1975年、アメリカ合衆国カリフォルニア州の沖で発見された個体が最初の報告であり、1997年9月までに他に4個体が報告されている。当時は、最初に見つかった個体はアカボウクジラ、他の4個体はニュージーランドオウギハクジラとそれぞれ考えられていた。最近の遺伝子解析により、これらの5個体はアカボウクジラやニュージーランドオウギハクジラなどではない同一の別種であることが明らかになった。1970年代、カリフォルニア州の沖合での複数の目撃例は、当時はニュージーランドオウギハクジラであると思われたが、おそらくペリンオウギハクジラであっただろうと考えられる。

## 形態

ヒトとの大きさの比較。

成体の体長は雄が約3.9メートル、雌が約4.4メートルである。
形態はニュージーランドオウギハクジラに良く似ているが、むしろピグミーオウギハクジラ（ペリンオウギハクジラに次に新しく発見された種）に密接に関係している。
ペリンオウギハクジラの体型はオウギハクジラ類としては典型的であり、小さな頭部、長い胴部、幅広い尾を有する。頭部メロンは膨らんでいる。唇の形状は直線に近く、口吻は他のオウギハクジラ類よりも短い。また、喉溝を有する。歯のサイズは比較的大きく、後側（尾側）に傾斜している。
雄の体色は、背側は濃い灰色で腹側は白で、臍の周囲や尾びれの腹側に灰色の斑点がある。雌の体色については、唯一の雌の資料の状態が良くなかったため、不明である。子供の体色は、背側は明るい灰色あるいは濃い灰色であり、下顎や喉を含む腹側は白である。体表にはダルマザメによる噛み傷などを有することが多い。

## 生態
他のオウギハクジラ類と同じく、雄は同種の雄と闘うことがある。

## 生息域
ペリンオウギハクジラはアメリカ合衆国カリフォルニア州のサンディエゴからモントレーまでの海域でのみ観察されている。おそらく他の海域にも生息していると考えられるが、証拠はない。

## 保護
生息数は不明である。
生態にも不明な点が多く、保護策を取るにも情報不足である。